# Brian Burrows
Brian Burrows, född 17 februari 1988 i Torrance i Kalifornien, är en amerikansk sportskytt.
Han blev olympisk bronsmedaljör i trap vid sommarspelen 2020 i Tokyo.